# Atherigona sigma
Atherigona sigma är en tvåvingeart som beskrevs av Adrian C. Pont 1981. Atherigona sigma ingår i släktet Atherigona och familjen husflugor. Inga underarter finns listade i Catalogue of Life.